# Mistrzostwa Świata w biegu 48-godzinnym 2024
Mistrzostwa Świata w biegu 48-godzinnym 2024 – zawody lekkoatletyczne, które odbyły się w dniach 31 maja–2 czerwca 2024 w Balatonfüred (Węgry).

## Medaliści
|                         | 1. miejsce                                   | Rezultat      | 2. miejsce                                           | Rezultat   | 3. miejsce                                      | Rezultat   |
| Mężczyźni indywidualnie | Bartosz Fudali                               | 447,293 km    | Nicolas de las Heras Monforte                        | 441,343 km | Szabolcs Beda                                   | 433,869 km |
| Mężczyźni drużynowo     | Węgry 1. Szabolcs Beda · 2. László Nemes     | 835,418 km    | Polska 1. Bartosz Fudali · 2. Michał Koziarski       | 804,880 km | Dania 1. Søren Møller · 2. Peter Lund Torjussen | 759,096 km |
| Kobiety indywidualnie   | Stine Rex                                    | 435,564 km RŚ | Irina Masanowa                                       | 434,912 km | Viktoria Brown                                  | 405,025 km |
| Kobiety drużynowo       | Węgry 1. Viktoria Brown · 2. Zsuzsanna Maráz | 759,748 km    | Dania 1. Stine Rex · 2. Julie Kristine Møller Jensen | 701,882 km | Niemcy 1. Simone Durry · 2. Marika Heinlein     | 644,519 km |